# Skall du hänga med? Nä!!
Skall du hänga med? Nä!! är en låt och singel av Bob hund. Låten släpptes som cd- och vinylsingel den 29 januari 2001. Senare så släpptes den på bob hunds album Stenåldern kan börja. Andra låten på singeln är en låt som heter Romeo, vilken är en cover av Wipers låt med samma namn.

## Listplaceringar
| Land    | Topplacering |
| ------- | ------------ |
| Norge   | 2            |
| Sverige | 11           |